# Pablo Matéo
Pablo Matéo, född 1 februari 2001 i Évry, är en fransk kortdistanslöpare.

## Karriär

### 2020–2022
I mars 2020 tog Matéo brons på 200 meter vid franska inomhusmästerskapen i Liévin. I september 2020 tog han även brons på 200 meter vid franska mästerskapen i Albi. I februari 2021 tog Matéo ännu ett brons på 200 meter vid franska inomhusmästerskapen i Miramas.
I juli 2022 tog Matéo guld på 100 meter vid franska U23-mästerskapen i Albi efter ett lopp på 10,00 sekunder, vilket dock var för mycket medvind för att räknas som ett nytt personbästa (+2,4 m/s). Han noterade dock ett giltigt personbästa i försöksheatet på 10,30 sekunder. Senare samma månad var Matéo en del av Frankrikes lag som blev diskvalificerade i finalen på 4×100 meter stafett efter en dålig växling mellan Matéo och Méba-Mickaël Zézé. I augusti 2022 var han en del av Frankrikes stafettlag tillsammans med Méba-Mickaël Zézé, Ryan Zézé och Jimmy Vicaut som tog silver på 4×100 meter vid EM i München.

### 2023
I maj 2023 förbättrade Matéo sitt personbästa på 100 meter två gånger, först till 10,18 sekunder i Nairobi och sedan till 10,15 sekunder i Montreuil. I juli 2023 vid U23-EM i Esbo tog han brons på 100 meter samt var en del av Frankrikes stafettlag som tog silver på 4×100 meter. Samma månad tog Matéo även brons på 100 meter vid franska mästerskapen i Albi. I augusti 2023 vid VM i Budapest var han en del av Frankrikes stafettlag tillsammans med Mouhamadou Fall och bröderna Méba-Mickaël Zeze och Ryan Zeze som slutade på sjätte plats på 4×100 meter.

## Tävlingar

### Internationella
| År                     | Tävling                | Plats                  | Placering              | Gren                   | Tid                    |
| Tävlande för Frankrike | Tävlande för Frankrike | Tävlande för Frankrike | Tävlande för Frankrike | Tävlande för Frankrike | Tävlande för Frankrike |
| ---------------------- | ---------------------- | ---------------------- | ---------------------- | ---------------------- | ---------------------- |
| 2022                   | Världsmästerskapen     | Eugene                 | –                      | 4×100 m stafett        | 0DSQ0                  |
| 2022                   | Europamästerskapen     | München                | 2:a                    | 4×100 m stafett        | 37,94 s                |
| 2023                   | U23-europamästerskapen | Esbo                   | 3:e                    | 100 meter              | 10,18 s                |
| 2023                   | U23-europamästerskapen | Esbo                   | 2:a                    | 4×100 m stafett        | 38,92 s                |
| 2023                   | Världsmästerskapen     | Budapest               | 6:e                    | 4 × 100 m stafett      | 38,06 s                |

### Nationella
| - Franska friidrottsmästerskapen (utomhus): - 2020: Brons – 200 meter (20,99 sekunder, Albi) - 2023: Brons – 100 meter (10,24 sekunder, Albi) | - Franska friidrottsmästerskapen (inomhus): - 2020: Brons – 200 meter (21,34 sekunder, Liévin) - 2021: Brons – 200 meter (21,46 sekunder, Miramas) |

## Personliga rekord
| Utomhus - 100 meter – 10,15 s (Montreuil, 31 maj 2023) - 200 meter – 20,82 s (Bondoufle, 1 augusti 2020) | Inomhus - 60 meter – 6,74 s (Paris, 11 februari 2023) - 200 meter – 21,32 s (Miramas, 23 februari 2020) |